# Langer Viktor
Langer Viktor (Pest, 1842. október 14. – Budapest, 1902. március 19.) zeneszerző és zeneíró, Langer János zeneszerző fia, Tisza Karola színésznő édesapja.

## Élete
Pesten született, Langer János énekes, majd a Szent István-bazilika kántora és Kopecsny Karolin fiaként. Apja a kereskedői pályára szánta fiát; mellékesen nyert 1856-ig a Pestbudai Hangászegyleti Zenede iskolájában (ma Bartók Béla Zeneművészeti és Hangszerészképző Gyakorló Szakgimnázium) alapos és többoldalú zenei képzettséget. 1860-ban Volkmann Róbert biztatására szakított az üzleti élettel és Lipcsében másfél évig a konzervatóriumban tanult. Itt adták elő azt a nyitányát, amelyet Kisfaludy Károly Iréne című szomorújátékához komponált. 1863 júniusában hazatért és zeneoktatással foglalkozott. Három évig Orczy Bódog báró (a későbbi színházi intendáns) zenetanáraként Tarnaörsön (Heves megye) tartózkodott, majd a pesti nemzeti színház kardalosa volt. 1866–1867-ben Fehérváry Antal igazgatása alatt a Kolozsvári Nemzeti Színház másodkarnagya lett. Pestre visszatérve, itt mint zenetanár élt. Orczy báró intendánssága alatt a színi képző (a későbbi Országos Színművészeti Akadémia) énektanára, 1875-ben a vakok intézetének zenetanára lett. 1876-ban Szegedre hívták az új zeneiskolába tanárnak, melynek csakhamar igazgatója lett és 1883-ig az is maradt. 1884-től Pécsett a színház és a híres dalárda karnagya, a szigeti külváros plébániájának pedig kántora volt. 1889-ben, apja halálával megkapta állását, a budapesti Szent István-bazilika kántori hivatalát. 1895-ben a VIII. kerületi polgári leányiskola énektanára lett.
Első cikke a Pesti Naplóban (1868. március, Verdi Don Carlos című operájáról); utóbb az Egyetértés zenebírálója volt; a Reformban (1870. 184. sz. Mozart halotti miséje), az Egyházi Zeneközlönybe is számos cikket írt. Bevezetéssel látta el az 1898. március 15-én megjelent zenei Petőfi-Albumot. Fordított sok klasszikus dal- és karénekszöveget (főleg a Remekirók c. énekgyűjteménybe). Számos zeneművet szerzett; nagy zenekari szimfóniákat (A walesi bárdok stb.) és zongoradarabokat. Több népszínműhöz és Madách Ember tragédiájához szerzett zenét.
Álnevei: Tisza Aladár és Ögyek.
Szerkesztette a Zenészeti Hetilapot 1872. november 14-től december 29-ig Pesten 7 számát. 1894-ben Erney Józseffel közösen megalapította a Katholikus Egyházi Zeneközlönyt és több évig társszerkesztője volt a Zenelapnak.

## Zeneművei
- Zách Klára opera (1870)
- Az ember tragédiája, kísérőzene (1885)
- A becsület szegénye (bemutató: 1880, Népszínház)
- Kurucfurfang
- A walesi bárdok, szimfonikus költemény
- Vörösmarty: Himnusz (1867: vegyeskarra és zenekarra)
- Ábrányi Emil: Millenáris Himnusz (1896: férfikarra)

## Munkái
- Énektan és dalkönyvecske az elemi népiskolák számára. Szeged, 1883. Három rész.
- A zeneelmélet tankönyve. Szeged, 1888.